# Fator automórfico
Em matemática, um fator automórfico é um certo tipo de função analítica, definida sobre subgrupos de SL2(R), aparecendo na teoria de formas modulares. O caso geral, para grupos gerais, é apresentado no artigo 'fator de automorfia'.

## Definição
Um fator automórfico de peso k é uma função
{\displaystyle \nu :\Gamma \times \mathbb {H} \to \mathbb {C} }
satisfazendo as quatro propriedades dadas abaixo. Aqui, a notação {\displaystyle \mathbb {H} } e {\displaystyle \mathbb {C} } refere-se ao meio plano superior e ao plano complexo, respectivamente. A notação {\displaystyle \Gamma } é um subgrupo de SL(2,R), tal como, por exemplo, um grupo fuchsiano. Um elemento {\displaystyle \gamma \in \Gamma } é uma matriz 2x2
{\displaystyle \gamma =\left[{\begin{matrix}a&b\\c&d\end{matrix}}\right]}
com {\displaystyle a,b,c,d} números reais, satisfazendo {\displaystyle ad-bc=1}.
Um fator automórfico deve satisfazer:
1. Para um determinado {\displaystyle \gamma \in \Gamma }, a função {\displaystyle \nu (\gamma ,z)} é uma função holomorfa de {\displaystyle z\in \mathbb {H} }.
2. Para todo {\displaystyle z\in \mathbb {H} } e {\displaystyle \gamma \in \Gamma }, tem-se
{\displaystyle \vert \nu (\gamma ,z)\vert =\vert cz+d\vert ^{k}}
para um determinado número real k.
3. Para todo {\displaystyle z\in \mathbb {H} } e {\displaystyle \gamma ,\delta \in \Gamma }, tem-se
{\displaystyle \nu (\gamma \delta ,z)=\nu (\gamma ,\delta z)\nu (\delta ,z)}
Aqui, {\displaystyle \delta z} é a transformação de Möbius, ou transformação linear fracional de {\displaystyle z} por {\displaystyle \delta }.
4.Se {\displaystyle -I\in \Gamma }, então para todo {\displaystyle z\in \mathbb {H} } e {\displaystyle \gamma \in \Gamma }, tem-se
{\displaystyle \nu (-\gamma ,z)=\nu (\gamma ,z)}
Aqui, I denota a matriz identidade.

## Propriedades
Cada fator automórfico pode ser escrito como 
{\displaystyle \nu (\gamma ,z)=\upsilon (\gamma )(cz+d)^{k}}
com 
{\displaystyle \vert \upsilon (\gamma )\vert =1}
A função {\displaystyle \upsilon :\Gamma \to S^{1}} é chamada um sistema multiplicador. Claramente,
{\displaystyle \upsilon (I)=1},
enquanto, se {\displaystyle -I\in \Gamma }, então
{\displaystyle \upsilon (-I)=e^{-i\pi k}}

## Desenvolvimentos
São estudados fatores automórficos de grau n de variedade complexa ou de uma superfície de Riemann compacta.